# Carolus Rex (musikalbum av Sabaton)
Carolus Rex är ett musikalbum från 2012 av Sabaton och släpptes världen över den 23 maj 2012. Titeln är på latin och syftar på Karl XII, vars latiniserade namn är Carolus Rex. Skivan finns i två upplagor med samma namn, en på engelska och en på svenska, och även som ett dubbelalbum med båda upplagorna. Carolus Rex är det sista albumet av Sabaton där bandmedlemmarna Oskar Montelius, Rikard Sundén, Daniel Mullback och Daniel Mÿhr medverkade. Producenten Peter Tägtgren gjorde ett inhopp som gästsångare på spåret "Gott Mitt Uns".
Skivan handlar om den svenska stormaktstiden, som varade mellan åren 1611 och 1719. Texterna faktagranskades av historiken Bengt Liljegren och producerades av Peter Tägtgren i Abyss Studios. Albumet mottogs väl av flera recensenter och sålde platina i Sverige och guld i Polen. Två av låtarna på albumet gavs ut som singlar, "Carolus Rex" och "En livstid i krig / A lifetime of war".

## Låtlista

### Svensk upplaga
| Nr  | Titel                  | Tema                                                          | Längd |  |
| --- | ---------------------- | ------------------------------------------------------------- | ----- |  |
| 1.  | Dominium maris Baltici | Om kontrollen över Östersjön                                  | 0:29  |  |
| 2.  | Lejonet från Norden    | Om Gustav II Adolf                                            | 4:43  |  |
| 3.  | Gott mit uns           | Om Slaget vid Breitenfeld                                     | 3:16  |  |
| 4.  | En livstid i krig      | Om misären som åsamkades soldaterna under trettioåriga kriget | 5:45  |  |
| 5.  | 1648                   | Om Slaget vid Prag                                            | 3:55  |  |
| 6.  | Karolinens bön         | Om karolinerna                                                | 6:14  |  |
| 7.  | Carolus Rex            | Om Karl XII:s kröning och politik                             | 4:54  |  |
| 8.  | Ett slag färgat rött   | Om Slaget vid Fraustadt                                       | 4:25  |  |
| 9.  | Poltava                | Om Slaget vid Poltava                                         | 4:04  |  |
| 10. | Konungens likfärd      | Om Karl XII:s död och likfärd                                 | 4:10  |  |
| 11. | Ruina Imperii          | Om den svenska stormaktens fall och karolinernas dödsmarsch   | 3:24  |  |

### Bonuslåtar
| Nr  | Titel                       | Originalartist | Längd |  |
| --- | --------------------------- | -------------- | ----- |  |
| 12. | Twilight of the Thunder God | Amon Amarth    | 3:59  |  |
| 13. | In the Army Now             | Status Quo     | 3:59  |  |
| 14. | Feuer frei                  | Rammstein      | 3:12  |  |